# Décès en juin 2008
| Date          | Nom                     | Activités                                                                                              | Âge      | Source                                                       |
| ------------- | ----------------------- | --- | -------- | ------------------------------------------------------------ |
| 1er juin      | Alton Kelley            | artiste américain                                                                                      | 67       |                                                              |
| 1er juin      | Tomy Lapid              | journaliste et homme politique israélien. Vice-premier ministre et ministre de la Justice (2003-2004). | 76       |                                                              |
| 1er juin      | Yves Saint Laurent      | couturier français                                                                                     | 71       |                                                              |
| 2 juin        | Sheriff Mustapha Dibba  | homme politique gambien. Vice-président (1965-1975) et président de l'Assemblée nationale (2002-2006). | 70       |                                                              |
| 2 juin        | Bo Diddley              | guitariste, chanteur et compositeur américain                                                          | 79       |                                                              |
| 2 juin        | François Fejtő          | historien et journaliste français, spécialiste de l’Europe de l'Est                                    | 98       |                                                              |
| 2 juin        | Mel Ferrer              | acteur et réalisateur américain                                                                        | 90       |                                                              |
| 3 juin        | Claude Dityvon          | photographe français. Prix Niépce en 1970.                                                             | 71       |                                                              |
| 4 juin        | Agata Mróz              | joueuse polonaise de volley-ball                                                                       | 26       | (pl)                                                         |
| 4 juin        | Jacques-Francis Rolland | écrivain et résistant français                                                                         | 85       |                                                              |
| 6 juin        | Mohamed Charfi          | universitaire et homme politique tunisien. Ancien ministre.                                            | 72       |                                                              |
| 6 juin        | Victor Wégria           | Footballeur puis entraîneur belge.                                                                     | 71       |                                                              |
| 7 juin        | Nasteh Dahir            | reporter somalien.                                                                                     | 35       |                                                              |
| 7 juin        | Joseph Kabui            | homme politique papou-néo-guinéen. Président en exercice de la province de Bougainville.               | 53       |                                                              |
| 7 juin        | Mustafa Khalil          | homme politique égyptien. Premier ministre de 1978 à 1980.                                             | 87       |                                                              |
| 7 juin        | Dino Risi               | cinéaste italien                                                                                       | 91       |                                                              |
| 7 juin        | Erick Wujcik            | auteur de jeu de rôle américain.                                                                       | 57       |                                                              |
| 8 juin        | Šaban Bajramović        | chanteur et compositeur serbe. Considéré comme le "roi de la musique des Gitans".                      | 72       |                                                              |
| 8 juin        | Horst Skoff             | joueur de tennis autrichien                                                                            | 39       |                                                              |
| 9 juin        | Karen Asrian            | joueur d'échecs arménien                                                                               | 28       |                                                              |
| 9 juin        | Algis Budrys            | écrivain de science-fiction américain                                                                  | 77       |                                                              |
| 9 juin        | Mariemma                | danseuse et chorégraphe espagnole                                                                      | 91       |                                                              |
| 9 juin        | Evelyn Ortlieb          | peintre française                                                                                      | 82       |                                                              |
| 10 juin       | Tchinguiz Aïtmatov      | écrivain kirghiz                                                                                       | 79       |                                                              |
| 10 juin       | Võ Văn Kiệt             | ancien premier ministre Viêt Namien (1991-1997)                                                        | 85       |                                                              |
| 11 juin       | Ove Andersson           | pilote automobile suédois. Ancien directeur du Toyota F1 Team.                                         | 70       |                                                              |
| 11 juin       | Jean Desailly           | acteur français                                                                                        | 87       |                                                              |
| 11 juin       | Adam Ledwoń             | footballeur international polonais.                                                                    | 34       | (pl)                                                         |
| 13 juin       | Bruce Lester            | acteur britannique                                                                                     | 96       |                                                              |
| 13 juin       | Tim Russert             | journaliste et analyste politique américain de la chaîne NBC                                           | 58       |                                                              |
| 14 juin       | Esbjörn Svensson        | musicien de jazz suédois                                                                               | 44       |                                                              |
| 14 juin       | Jamelão                 | chanteur populaire brésilien                                                                           | 95       | https://g1.globo.com/Noticias/Rio/0,,MUL601268-5606,00.html] |
| 15 juin       | Johnathan Goddard (en)  | joueur de football américain pour Détroit et Indianapolis NFL et Colorado AFL                          | 27       |                                                              |
| 15 juin       | Piero Pradenas          | joueur de volley-ball belge                                                                            | 21       |                                                              |
| 15 juin       | Stan Winston            | maquilleur, spécialiste des effets spéciaux et réalisateur américain                                   | 62       |                                                              |
| 16 juin       | Tom Compernolle (en)    | coureur de fond et de cross-country belge                                                              | 32       |                                                              |
| 16 juin       | Joseph Klatzmann        | ancien résistant, ingénieur agronome, professeur de statistique                                        | 87       |                                                              |
| 16 juin       | Henri Labussière        | acteur et comédien de doublage français                                                                | 87       |                                                              |
| 16 juin       | Mario Rigoni Stern      | écrivain italien                                                                                       | 86       |                                                              |
| 17 juin       | Cyd Charisse            | actrice et danseuse américaine                                                                         | 87       |                                                              |
| 17 juin       | Henryk Mandelbaum       | un des derniers survivants du Sonderkommando d’Auschwitz-Birkenau                                      | 85       |                                                              |
| 18 juin       | Jean Delannoy           | réalisateur français                                                                                   | 100      |                                                              |
| 19 juin       | Tim Carter (en)         | joueur de football anglais                                                                             | 40       |                                                              |
| 19 juin       | Peter Mackler           | journaliste américain, rédacteur en chef régional pour l'Amérique du Nord de l'AFP                     | 58       |                                                              |
| 19 juin       | Léon Taerea             | peintre, dessinateur de bande dessinée, illustrateur et écologiste français                            | 66 ou 67 |                                                              |
| 20 juin       | Jean-Claude Bouillaud   | acteur français                                                                                        | 81       |                                                              |
| 20 juin       | Philippe Jean Mouret    | Médecin, Chirurgien                                                                                    | 81       | Philippe Mouret                                              |
| 20 juin       | François Thébaud        | journaliste sportif français                                                                           | 94       |                                                              |
| 21 juin       | Scott Kalitta           | pilote de dragster américain                                                                           | 46       |                                                              |
| 21 juin       | Juan Cruz Migliore      | rugbyman argentin                                                                                      | 20       |                                                              |
| 21 juin       | Max Milner              | critique littéraire français                                                                           | 85       |                                                              |
| 22 juin       | George Carlin           | humoriste, acteur et scénariste américain.                                                             | 71       |                                                              |
| 22 juin       | Albert Cossery          | écrivain égyptien                                                                                      | 94       |                                                              |
| 22 juin       | Abdullah Gegiç          | joueur puis entraîneur de football serbe                                                               | 84       | (bs)                                                         |
| 22 juin       | Klaus Michael Grüber    | metteur en scène allemand.                                                                             | 67       |                                                              |
| 22 juin       | Gerhard Meier           | écrivain suisse                                                                                        | 91       |                                                              |
| 23 juin       | Arthur Chung            | président du Guyana de 1970 à 1980                                                                     | 90       |                                                              |
| 23 juin       | Jean-Marie Coldefy      | journaliste et réalisateur français                                                                    | 86       |                                                              |
| 23 juin       | Blanca París de Oddone  | Historienne uruguayenne                                                                                | 82       |                                                              |
| 23 juin       | Richard Roman           | personnage principal d’une affaire judiciaire française (affaire « Roman », 1988-1992)                 | 48       |                                                              |
| 23 juin       | Vlado Taneski           | journaliste macédonien, soupçonné d'être un tueur en série                                             | 56       |                                                              |
| 23 juin       | William Vince (en)      | réalisateur canadien                                                                                   | 44       |                                                              |
| 24 juin       | Ruth Cardoso            | anthropologue brésilienne. Épouse de l'ancien président brésilien Fernando Henrique Cardoso.           | 77       |                                                              |
| 24 juin       | Marcel Fabre            | chef d’entreprise martiniquais                                                                         | 80       |                                                              |
| 24 juin       | Leonid Hurwicz          | économiste américain                                                                                   | 90       | (pt)                                                         |
| 24 juin       | Victor Kuzkin           | hockeyeur russe. Triple champion olympique avec l'URSS.                                                | 67       |                                                              |
| 24 juin       | Jòsef Szajna            | homme de théâtre polonais                                                                              | 86       |                                                              |
| 25 juin       | Gerard Batliner         | Homme politique liechtensteinois.                                                                      | 79       |                                                              |
| 25 juin       | Louis Kuehn             | évêque catholique émérite de Meaux                                                                     | 86       |                                                              |
| 27 juin       | Frédéric Botton         | compositeur et parolier français                                                                       | 71       |                                                              |
| 27 juin       | Franck Fiawoo           | ancien international togolais de football                                                              | 66       |                                                              |
| 27 juin       | Raymond Lefèvre         | compositeur français                                                                                   | 78       |                                                              |
| 27 juin       | Nicolae Linca           | Boxeur roumain, champion olympique aux Jeux olympiques d'été de 1956.                                  | 79       | (en)                                                         |
| 27 juin       | Daihachi Oguchi (en)    | batteur japonais                                                                                       | 84       |                                                              |
| 27 juin       | Leonard Pennario        | pianiste américain                                                                                     | 83       |                                                              |
| 27 juin       | Michael Turner          | dessinateur de comics américain                                                                        | 37       |                                                              |
| 28 juin       | Jacques Fraigneau       | Footballeur français                                                                                   | 85       |                                                              |
| 28 juin       | Ruslana Korshunova      | mannequin kazakhe                                                                                      | 20       |                                                              |
| 28 juin       | Matias Spescha          | peintre et sculpteur suisse                                                                            | 82       |                                                              |
| 28 juin       | Aimé Teisseire          | Compagnon de la Libération                                                                             | 93       |                                                              |
| 29 juin       | Don S. Davis            | acteur américain                                                                                       | 65       |                                                              |
| 29 juin       | Diane Hébert            | première Québécoise à recevoir une greffe cœur-poumons                                                 | 51       |                                                              |
| 29 juin       | Jacques Roussel         | chef d’orchestre français                                                                              | 96       |                                                              |
| 30 juin       | Rose Dieng-Kuntz        | scientifique sénégalaise spécialiste d'intelligence artificielle                                       | 52       |                                                              |
| 30 juin       | Ángel Tavira            | musicien et acteur mexicain                                                                            | 83       |                                                              |
| date inconnue | Abdul Lateef            | avocat, administrateur de football et homme politique fidjien                                          | 88       | (en)                                                         |